# هفت‌تیر (فیلم ۱۹۷۳)
هفت‌تیر (انگلیسی: Revolver) یک فیلم جنایی و دلهره‌آور ایتالیایی که در سال ۱۹۷۳ منتشر شد. از بازیگران آن می‌توان به الیور رید، پائولا پیتاگورا، و پیتر برلینگ اشاره کرد.